# Mörbylånga församling
Mörbylånga församling var en församling i Ölands södra kontrakt i Växjö stift, Mörbylånga kommun i Kalmar län. Församlingen uppgick 2002 i Mörbylånga-Kastlösa församling.

## Administrativ historik
Församlingen har medeltida ursprung.
Församlingen utgjorde fram till 1500-talet åtminstone tidvis ett eget pastorat för att därefter till 1 november 1935 bli annexförsamling i pastoratet Resmo och Mörbylånga. År 1935 blev församlingen moderförsamling i pastoratet Mörbylånga, Resmo och Vickleby som 1962 utökades med Hulterstads, Stenåsa och Kastlösa församlingar. Församlingen uppgick 2002 i Mörbylånga-Kastlösa församling.
Församlingskod var 084003.

## Kyrkor
- Mörbylånga kyrka